# Schlacht bei Znaim
Sacile – Teugn-Hausen – Weichselfeldzug – Raszyn – Abensberg – Landshut – Eggmühl – Regensburg – Neumarkt – Ebelsberg – Piave – Aspern – Sankt Michael – Stralsund – Bergisel – Raab/Győr – Graz – Wagram – Korneuburg – Stockerau – Gefrees – Hollabrunn (Schöngrabern) – Znaim – Walcheren–Schlacht an der Baskischen Reede
Die Schlacht bei Znaim  fand am 10. und 11. Juli 1809 in der Nähe des heute tschechischen Znojmo statt. Gegner waren österreichische Streitkräfte unter Erzherzog Karl und französische Truppen unter Général de division Marmont. Die Schlacht endete unentschieden, da man sich im gegenseitigen Einvernehmen entschloss, das Feuer einzustellen.

## Hintergründe
Nach der Niederlage in der Schlacht bei Wagram (5./6. Juli 1809) zog sich die Armee von Erzherzog Karl am 7. Juli geordnet nach Mähren zurück.
General Marmont erhielt am Abend des 7. Juli von Napoleon den Befehl, mit dem von ihm befehligten XI. Korps den Weg nach Znaim an der Thaya zu blockieren.

## Die Schlacht
Gegen 11:00 Uhr am 10. Juli erreichte Marmont, sich mit seinen Truppen an der Spitze der Dalmatinischen Armee bewegend, die Gegend um Znaim.
Obwohl ihm die österreichische Streitmacht zahlenmäßig weit überlegen war, befahl er einen Angriff, um die Ausweichbewegung der Österreicher zum Stehen zu bringen. Mit seinen unterlegenen Truppen gelang ihm das jedoch nicht.
Als am Tag darauf die Situation für Marmont kritisch zu werden begann, erschien der Maréchal Masséna mit dem IV. Korps und 30 Kanonen auf dem Schlachtfeld. Die Artillerie vertrieb die Verteidiger an der Brücke über die Thaya, über die sich die österreichischen Kolonnen zurückzogen.
Um 10:00 Uhr erschien Napoleon auf dem Schlachtfeld und befahl Marmont mit drei Kolonnen anzugreifen, um Masséna auf dem linken Flussufer die Entwicklung in die Schlachtordnung zu erleichtern. Um 14:00 Uhr stand jedoch fest, dass der Angriff der Kolonnen erfolglos geblieben war. Nachdem Masséna einen Teil der österreichischen Armee zurückgedrängt hatte, erreichte er Dobšice und Suchohrdly, die Vororte von Znaim, um die ebenfalls heftig gekämpft wurde.
Nach 10 Stunden gelang es Marmont, eine Verbindung zu Masséna herzustellen. Das französische Zentrum war allerdings bis dahin noch nicht weiter vorangekommen.
Général de division Guyot schrieb in sein Tagebuch:

„Znaim ist eine kleine Stadt in Mähren in einer Gegend von Hügeln und Weinbergen. Die Österreicher sind in der Stadt und sitzen auf den umgebenden Hügeln, wie sie auch in Brünn vorhanden sind. 80.000 Mann sind noch auf dem Schlachtfeld. Gestern hat Général Marmont mit 15.000 Mann gegen ihre starken Stellungen angegriffen. Diesen Abend steht unsere gesamte Armee in Linie in guter Ausgangsposition. Morgen wird es wahrscheinlich eine Schlacht geben.“

Bevor es jedoch dazu kam, ersuchte Erzherzog Karl um einen Waffenstillstand. Napoleon akzeptierte, da er der Meinung war, seine Armee sei zu schwach, um eine offene Feldschlacht zu schlagen.
Der Waffenstillstand trat am 12. Juli 1809 in Kraft. Ein wesentlicher Punkt bestand in der Festlegung einer Demarkationslinie von Böhmen bis Fiume. Dadurch wurde der Einflussbereich von Frankreich und Österreich abgegrenzt. Zudem mussten die Österreicher Tirol räumen und die Festungen Graz und Brünn an Frankreich abtreten.
Am Tag nach der Schlacht wurde General Marmont zum Maréchal de France befördert.

## Auswirkungen
Damit war der Feldzug des Jahres 1809 beendet, nicht jedoch die Fünfte Koalition. Durch den Waffenstillstand waren lediglich die Feindseligkeiten bis zum Friedensschluss unterbrochen. Dieser erfolgte am 14. Oktober 1809 in Wien durch den Vertrag von Schönbrunn. Der Vertrag wirkte sich sehr nachteilig für Österreich aus, da das Herzogtum Krain, Kärnten, die kroatische Küste mit Rijeka und Istrien mit Triest unter französische Kontrolle kamen; Salzburg kam  an Bayern. Weitere Gebiete gingen an das Herzogtum Warschau.
Niederösterreich blieb französisch besetzt.
Obwohl Kaiser Franz I. in der Wolkersdorfer Proklamation noch Ende Mai den Tirolern versprochen hatte, ohne Tirol bei Österreich keinen Frieden schließen zu wollen, betraf der Punkt IV des Waffenstillstandsabkommens die Räumung Tirols und Vorarlbergs von österreichischen Truppen. Der Wiener Hof unterließ es jedoch, klare Informationen nach Tirol zu senden, dort wurde daher blutig weitergekämpft.
Erzherzog Karl wurde in der Folge von Franz I. als Generalissimus suspendiert.